# هيغويرا دي لا سيرينا
بلدية هيغويرا دي لا سيرينا (بالإسبانية: Higuera de la Serena)‏, هي إحدى بلديات مقاطعة بطليوس, التي تقع في منطقة إكستريمادورا, والتي تقع في غرب إسبانيا.
يبلغ عدد سكانها 1.208 نسمة وفقاً لإحصائية سنة (2002).